# Adele Morales
Adele Carolyn Morales (12 de junio de 1925 - 22 de noviembre de 2015) fue una reconocida escritora y pintora peruano-estadounidense.

## Primeros años
Morales nació en la ciudad de Nueva York, de madre española y padre peruano nativo. Creció en Bensonhurst pero se mudó a Manhattan, donde estudió pintura con Hans Hofmann y adoptó un estilo de vida bohemia, involucrándose durante varios años con Edwin Fancher (quien, junto con Norman Mailer y Dan Wolf, fundó The Village Voice) y brevemente con Jack Kerouac. [cita requerida]

Mary Dearborn, biógrafa de Mailer, dice de aquellos días:

Adele prosperó en la ciudad. Frecuentaba los bares del Village, especialmente aquellos, como el San Remo y el Cedar Tavern, predilectos de artistas y escritores, y se vestía con fantásticos atuendos gitanos. Según todos los informes, tenía una presencia física extraordinaria. Con un atractivo aspecto oscuro y un cuerpo hermoso, parecía exudar sexualidad. (Era ampliamente conocido que su lencería se encargó a Frederick's of Hollywood).

## Vida con Norman Mailer
En 1951 se mudó con Norman Mailer a un apartamento en el piso de arriba de Wolf's, en First Avenue cerca de Second Street en East Village. Se casaron en 1954 y vivían en un "loft en Monroe Street a la sombra del puente de Manhattan", que se convirtió en un "salón popular" para la intelectualidad neoyorquina.
Pero después de visitar París en el verano de 1956, Mailer y Morales decidieron irse de Nueva York; Mailer escribió "la ciudad no estaba viva para mí. Estaba al límite. Mi esposa estaba embarazada. De repente, parecía demasiado castigador vivir al ritmo que habíamos estado yendo durante varios años". En el otoño de 1956 se mudaron a una "gran casa de campo blanca en expansión" en Bridgewater, Connecticut, cerca de una comunidad literaria y artística que incluía a Arthur Miller y William Styron en la cercana Roxbury.
En 1957 Morales, dio a luz a su primera hija, Danielle. Aunque Adele estaba feliz al principio en el campo, había "una constante hostilidad de subyacente entre Norman y Adele, que empeoraba cuando bebían". Se mudaron de regreso a Nueva York en el otoño de 1958, alquilando un apartamento en 73 Perry St. en el Village; Adele dio a luz a otra hija, Elizabeth Anne, en 1959. En el verano de 1960, en Provincetown, Massachusetts, Adele bailó en una producción llamada "Los piratas de Provincetown", y James Baldwin elogió su interpretación: "aunque no tenía más que una línea gritada, la proyectó con entusiasmo en un estilo de alto 'método' ". Más tarde ese verano tuvo que sacar a Norman de la cárcel después de un enfrentamiento ebrio con la policía.

### Apuñalamiento
El sábado 19 de noviembre de 1960, Mailer apuñaló a Adele con un cortaplumas después de una fiesta de campaña y casi la mata. Le cortó el pecho, casi dañando su corazón. Luego la apuñaló una segunda vez por la espalda. Mientras yacía allí, con una hemorragia, un hombre se inclinó para ayudarla. Mailer le gritó: "Aléjate de ella. Deja que la perra muera". Fue internado involuntariamente en el Hospital Bellevue durante 17 días; su esposa no presentó cargos, y luego se declaró culpable de un cargo reducido de agresión y se le impuso una sentencia suspendida. Morales se recuperó físicamente y los dos se divorciaron en 1962.

## Consecuencias
En 1997, publicó una memoria de su matrimonio con Mailer titulada The Last Party, que relata la violencia y sus secuelas. Este incidente ha sido un punto focal para las críticas feministas de Mailer, quienes señalan temas de violencia sexual en su trabajo.
Pasó sus últimos años en una casa de vecindad de Manhattan de renta controlada en relativa pobreza. La expareja tuvo dos hijas: Danielle "Dandy" Mailer (nacida en 1957) es pintora, y Elizabeth Anne "Betsy" Mailer (nacida en 1959) es escritora. Adele Morales murió en la ciudad de Nueva York el 22 de noviembre de 2015 de neumonía, a la edad de 90 años.